# Avhustivka
Avhustivka  (ucraniano: Августівка) es una localidad del Raión de Odesa en el Óblast de Odesa de Ucrania. Según el censo de 2001, tiene una población de 1432 habitantes.